# Eldritch (groupe)
Pour les articles homonymes, voir Eldritch.
Eldritch est un groupe de power metal italien, originaire de Livourne, en Toscane. Il est formé en 1991 autour du chanteur d'origine américaine Terence Holler et du guitariste italien Eugene Simone qui, de cette date jusqu'à 2007, sont restés les seuls membres constants au gré des multiples changements de personnel que la formation a connus.
Son nom est inspiré du morceau The Eldritch de Watchtower et on peut le traduire par « étrange » ou « surnaturel ». La musique proposée par le groupe est en constante évolution, des orientations progressives du début au son plus thrash de l'album Blackenday.

## Biographie
Le groupe est formé en 1991 en Italie, autour du chanteur d'origine américaine Terence Holler et du guitariste italien Eugene Simone. L'histoire du groupe commence pendant la rencontre d'Eugene Simone, Adriano Dal Canto, et Terence Holler,  qui forment un groupe afin d'enregistrer quelques démos. Après avoir complété sa formation, le groupe publie ses démos qui attirent l'intérêt de Limp Schoor, en 1993, et qui deviendra leur agent artistique.
En 1995, le groupe publie son premier album, Seeds of Rage, au label Inside Out Music. L'album est un succès, et remporte le prix d'album du mois au magazine allemand Heavy, oder was!?. Deux ans plus tard, en 1997, le groupe sort Headquake. L'année 1998 marque un changement de style musical. Avec la sortie de El Nino, le groupe s'inspire de Metallica, Coroner, et Annihilator. Cette même année, le groupe effectue un changement de formation. Le groupe fait face à des difficultés pendant trois ans, puis en 2001, publie Reverse, un album qui se caractérise par un nouveau changement de style musical et d'idées. Ils signent plus tard au label Limb Music Products, et publient l'album Portrait of the Abyss Within en 2004.
En 2006, Eldritch publie Neighbourhell puis l'album Blackenday. Ils annoncent ensuite un album plus complexe techniquement que leurs précédents opus,. En 2011 sort l'album Gaia's Legacy.
En septembre 2015, Eldritch annonce son dixième album studio, intitulé Underlying Issues pour le 6 novembre au label Scarlet Records. Underlying Issues comprend onze nouvelles chansons plus techniques et progressives,.

## Membres actuels
- Alex Jarusso - chant
- Eugene Simone - guitare
- Rudj Ginanneschi - guitare
- Alessandro Cola - basse
- Oleg Smirnoff - claviers
- Raffahell Dridge - batterie

## Discographie

### Albums studio
- 1995 : Seeds of Rage
- 1997 : Headquake
- 1998 : El Nino
- 2001 : Reverse
- 2003 : Portrait of the Abyss Within
- 2006 : Neighbourhell
- 2007 : Blackenday
- 2008 : Livequake
- 2011 : Gaia's Legacy
- 2014 : Tasting the Tears
- 2015 : Underlying Issues
- 2018 : Cracksleep
- 2021 : EΩS

### Démos
- 1991 : Reflection of Sadness
- 1993 : Promo Tracks 1993